# Liocranoeca alcoiana
Espèce
Liocranoeca alcoiana est une espèce d'araignées aranéomorphes de la famille des Liocranidae.

## Distribution
Cette espèce est endémique du Pays valencien en Espagne. Elle se rencontre vers Alcoy.

## Description
La carapace du mâle holotype mesure 1,60 mm de long sur 1,40 mm et l'abdomen 2,16 mm de long sur 1,24 mm et la carapace de la femelle paratype mesure 1,92 mm de long sur 1,48 mm et l'abdomen 2,44 mm de long sur 1,64 mm
.

## Systématique et taxinomie
Cette espèce a été décrite par Barrientos et Hernández-Corral en 2023.

## Étymologie
Son nom d'espèce lui a été donné en référence au lieu de sa découverte, Alcoi.

## Publication originale
- Barrientos, Hernández-Corral & García-Teba, 2023 : « Arañas (Arachnida: Araneae) del Parque Natural del Carrascal de la Font Roja (Alicante, España). » Revista Ibérica de Aracnología, no 42, p. 167-188.